# Festa della Madonna di Polsi

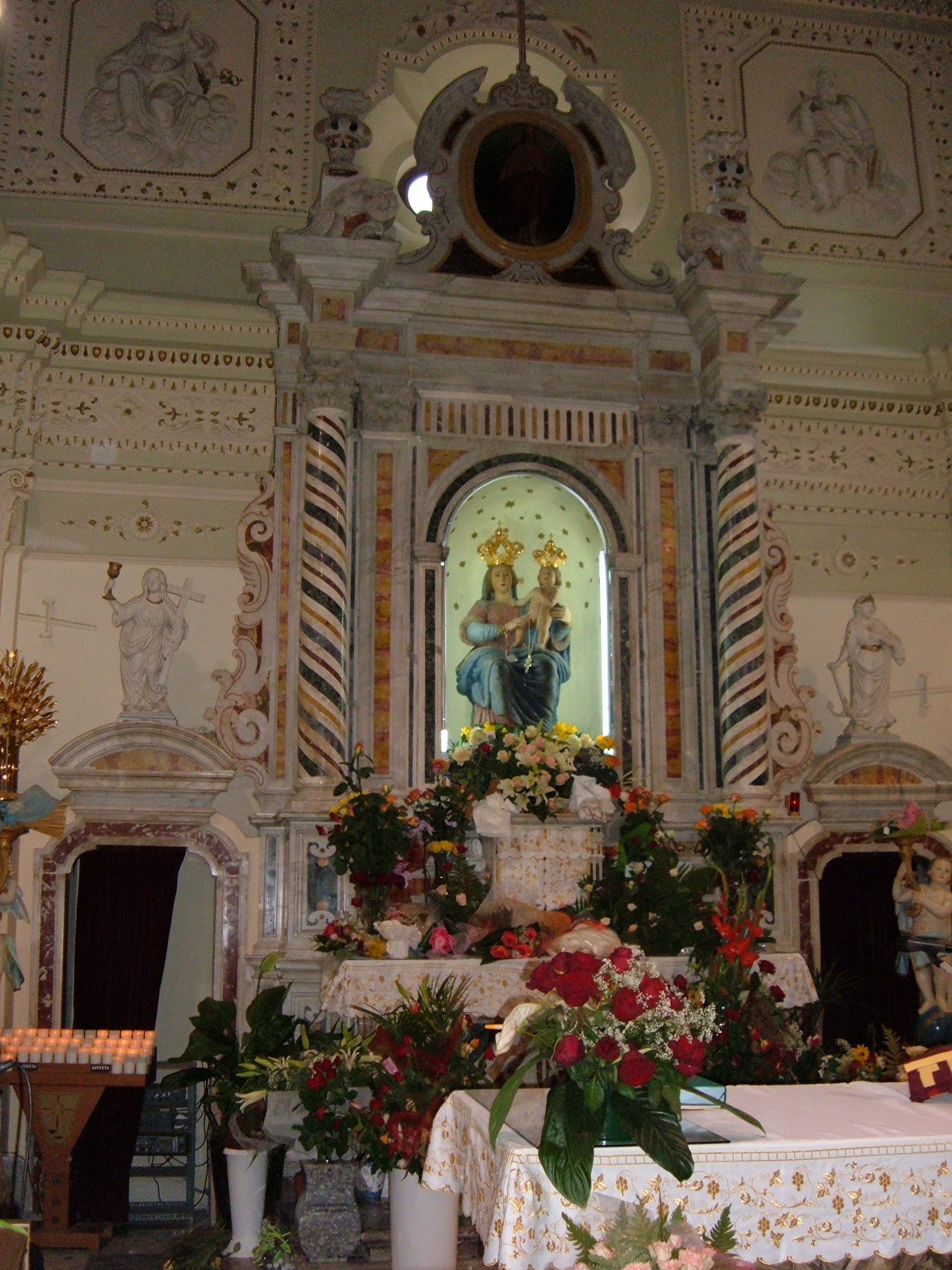
Altare della Madonna della Montagna

La festa della Madonna di Polsi o festa della Madonna della montagna si celebra dal 31 agosto al 2 settembre di ogni anno nella frazione di Polsi a San Luca, in Aspromonte, in provincia di Reggio Calabria, per ricordare un'apparizione mariana avvenuta, secondo la tradizione, nell'XI secolo. Ogni 25 anni si celebrano grandi festeggiamenti per l'incoronazione di Maria SS. della Montagna di Polsi, l'ultima è stata il 2 settembre 2006, mentre nel 2022 per volere del Vescovo Mons. Francesco Oliva ha voluto un'incoronazione straordinaria della statua della Madonna.

## Processione

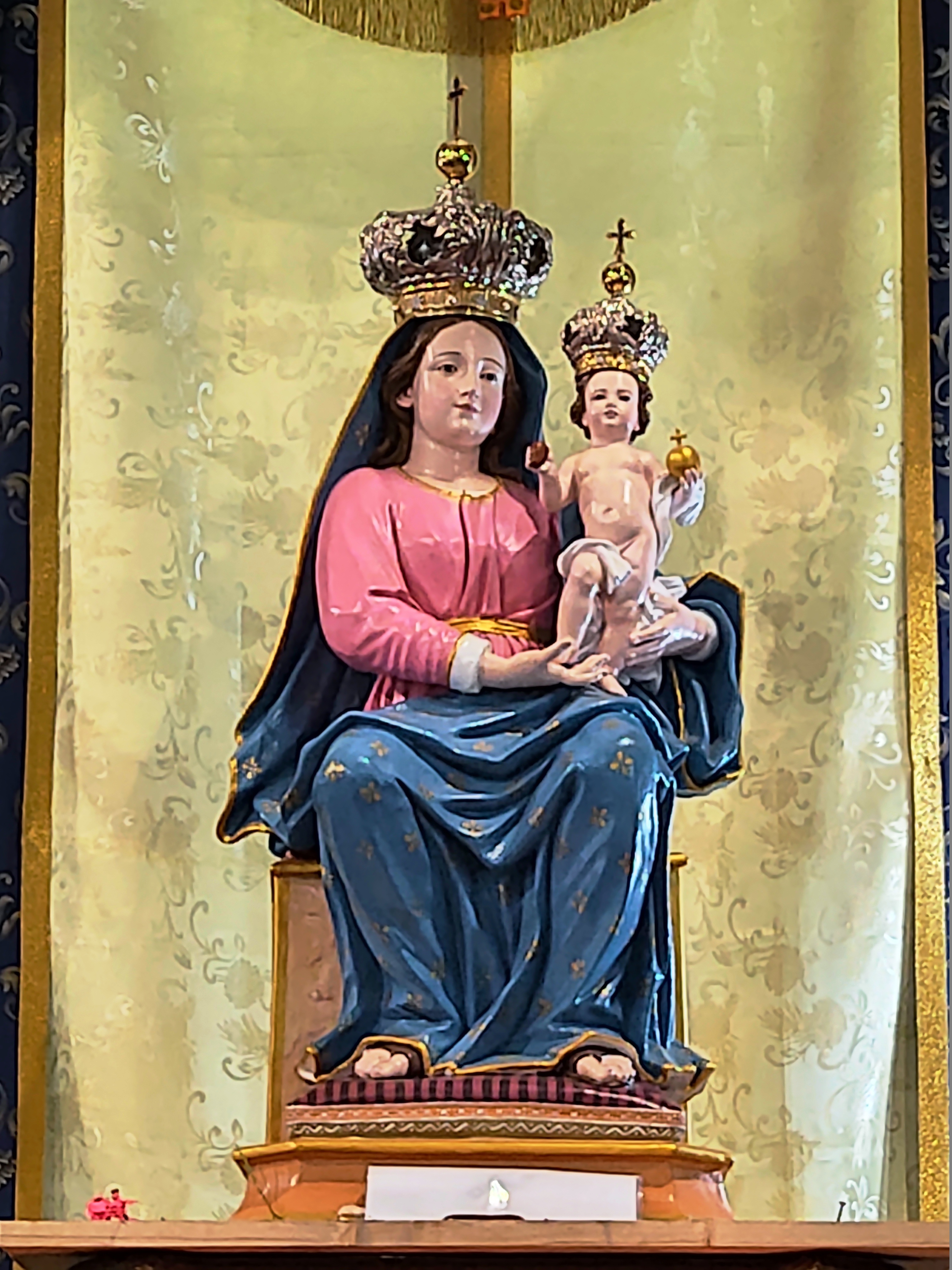
Statua in legno della Madonna di Polsi, utilizzata per la Processione e per il “peregrinatio”

Tutta la notte che procede la Festa del 2 settembre, si celebra la veglia, con preghiere, litanie e canti antichi. All'alba sarà celebrata la Santa Messa e dopo alle ore 10,00, l'altra Santa Messa celebrata dal Vescovo, alla fine si procede alla tradizionale processione.  La processione con la statua della Madonna comincia in piena notte portata su un camion al grido di Viva Maria, e prosegue tra le poche vie della frazione di Polsi, portata in spalla dai confratelli pescatori di Bagnara fino al santuario.
Nell'ultimo tratto i portantini arrivano correndo.
Le donne nella navata centrale del santuario camminano in ginocchio battendosi il petto. 
Vengono amministrati i sacramenti della penitenza e dell'eucaristia, si dà un ultimo saluto alla Vergine e si offrono gli ex-voto.

## Criminalità organizzata
La festa è anche nota per le annuali riunioni al vertice del Crimine, struttura apicale della 'ndrangheta, che si svolgono durante il periodo della festa a San Luca. Furono registrate per la prima volta su supporto audio-video durante l'operazione "Crimine" delle forze dell'ordine nel 2010..